# شینجی تاکدا
شینجی تاکدا (انگلیسی: Shinji Takeda؛ زادهٔ ۱۸ دسامبر ۱۹۷۲) هنرپیشه و موسیقی‌دان اهل ژاپن است. وی از سال ۱۹۹۰ میلادی تاکنون مشغول فعالیت بوده‌است.
از فیلم‌هایی که وی در آن نقش داشته است، می‌توان به نبض اشاره کرد.